# In den Krallen der Venus
In den Krallen der Venus (Originaltitel: Queen of Outer Space) ist ein US-amerikanischer Science-Fiction-Film mit Zsa Zsa Gabor in der Hauptrolle der venusischen Wissenschaftlerin Talleah. Andere Aufführungstitel sind Rebelião dos Planetas (Brasilien), La regina di Venere (Italien), La rebelión de los planetas (Mexiko), Królowa kosmosa (Polen) und La regina del espacio exterior (Spanien). Die Uraufführung fand am 9. September 1958 statt, in der Bundesrepublik Deutschland kam der Film ab dem 26. Mai 1961 zur Erstaufführung.

## Handlung
Im Jahr 1985 erhalten Captain Patterson und seine Crew vom Raumschiff Starfire von Colonel Ramsey den Auftrag, Professor Konrad auf einer Raumstation in Mondnähe abzusetzen. Als sie sich der ringförmigen Station nähern, schießen eigenartige Strahlen aus der Tiefe des Weltraums auf die Station und bringen sie zur Explosion. Professor Konrad erklärt der Crew, dass man auf der Raumstation schon seit längerem eigenartige Vorgänge wahrgenommen hatte, die auf eine Bedrohung von unbekannter Seite hindeuteten.
Die Starfire wird ebenfalls von den Strahlen getroffen. Die Besatzung wird dabei ohnmächtig; und es kommt zur Bruchlandung auf einem Planeten. Als die Raumfahrer zu sich kommen, stellen sie fest, dass es sich um die Venus handeln muss. Nachdem die Besatzung eine Nacht im Freien verbracht hat, wird sie am nächsten Morgen von schwer bewaffneten, attraktiven jungen Frauen festgenommen, da sie als Eindringlinge angesehen werden. Die Frauen bringen die vier Raumfahrer in die Hauptstadt der Venus.
Dort werden sie vor ein Tribunal gestellt, das von der Herrscherin der Stadt und der Venus, Yllana, geleitet wird. Sowohl Yllana als auch die anderen Mitglieder des Tribunals tragen silberne Masken. Yllana hält die Erdbewohner generell für unverbesserliche Kriegstreiber, die die Venus bedrohen und mit Atomwaffen angreifen wollen, und lässt die vier Raumfahrer einsperren.
In ihrem Labor hat die Wissenschaftlerin Talleeah, eine Vertraute der Königin, von der Ankunft der Erdmenschen erfahren. Talleeah steht in Opposition zu Königin Yllana und nimmt Kontakt zu den Gefangenen auf. Von der Wissenschaftlerin erfährt die Starfire-Crew die Geschichte von Yllanas Herrschaft. Vor zehn Jahren führte die Venus Krieg gegen den Planeten Mordo. Zwar wurde Mordo zerstört, aber auch die meisten Städte der Venus. Yllana führte einen weiblichen Aufstand gegen die männlichen Herrscher der Venus an. Bis auf Wissenschaftler und Mathematiker, so erfuhr die Crew von Talleeah, wurden die Männer auf den Venusmond Tyros 4 verbannt, aber es seien Bestrebungen im Gange, Yllana zu entmachten.
Um Yllana auszumanövrieren, soll Captain Patterson der Königin vorspiegeln, er sei in sie verliebt. Als er ihr gegen ihren Willen die Maske abnimmt, kommt ein völlig verunstaltetes Gesicht zum Vorschein. Voller Hass erklärt ihm die Königin, dass Männer ihr das angetan haben. Die Verunstaltungen entstanden bei ihr und den anderen Maskenträgerinnen durch radioaktive Verbrennungen in Folge des Krieges gegen Mordo. Yllana ist daher fest entschlossen, die Erde zu vernichten.
Um die Zerstörung der Erde zu verhindern und Yllanas Herrschaft zu stürzen, befreit Talleeah mit ihren Anhängerinnen die Raumfahrer und entflieht in den Dschungel. Captain Patterson und Talleeah verlieben sich dabei ineinander. In einem Höhlenversteck wird Leutnant Turner von einer riesigen Spinne angegriffen, die jedoch von den anderen Flüchtlingen getötet werden kann.
Letztendlich schlägt der Plan fehl, die Königin außer Gefecht zu setzen und mit Hilfe der Maske Talleeah in ihre Rolle schlüpfen zu lassen. Die Mannschaft und die Aufständischen werden gefangen genommen. Yllana aktiviert den Beta-Strahlen-Reaktor, eine Energiewaffe, mit der schon die Raumstation vernichtet wurde, um die Erde zu zerstören. Aber es kommt zu einer Fehlfunktion (vermutlich vorbereitet durch Talleeah) der Maschine, die Yllana das Leben kostet.
Als die Raumfahrer mit der reparierten Starfire pflichtgemäß zur Erde zurückkehren wollen, erhalten sie von der Erde eine frohe Videobotschaft: Damit sie mit dem möglicherweise nicht voll einsatzfähigen Raumschiff kein Risiko eingehen müssen, sollen sie auf eine Rettungsexpedition warten, was ein Jahr oder länger dauern kann. Die Raumfahrer sind angesichts dieser Perspektive nicht sonderlich unglücklich.

## Produktionsnotizen
Der Plot geht auf Ben Hechts Manuskript Queen of the Universe zurück, das bereits 1951 vorlag. Ursprünglich sollte der Film als eine Parodie auf die frühen Science-Fiction-Fernsehserien wie z. B. Space Patrol angelegt werden. Beeinflusst wurde der Plot nach Bill Warren auch durch den Spielfilm Abbott and Costello Go to Mars (1953), der entgegen seinem Titel auf der Venus spielt.
Der Film verwendet sowohl farbige Dokumentarfilmaufnahmen von US-amerikanischen Raketenstarts als auch Stock footage von Planet des Grauens. Die Requisite, insbesondere die Raumanzüge der Starfire-Crew, stammte aus Alarm im Weltall. Gedreht wurde der Film in Cinemascope und in DeLuxe Color. Für Spezialeffekte war Milt Rice zuständig.

## Kritik
„Die Amazonen-Sagen der Griechen, in denen sich unliebsame Erinnerungen manifestierten an Kämpfe mit kleinasiatischen matriarchalischen Stämmen, haben auf dem Wege der Überlieferung frische Nahrung bekommen. IN DEN KRALLEN DER VENUS ist wie Balsam auf die Wunde, welche die Emanzipation der Frauen in das Selbstbewußtsein der Männer geschlagen hat. […].“
FILMKRITIK, zitiert nach Hahn/Jansen, S. 266.
“QUEEN OF OUTER SPACE deserves some points for trying to make fun of a science fiction subgenre, but it just didn´t have the resources. The script was too subtle and the direction and cast were too flat and pedestrian. It´s a curiosity today, but little more.”
deutsch: „QUEEN OF OUTER SPACE verdient einige Punkte für den Versuch, sich über ein Science-Fiction-Subgenre lustig zu machen, aber es fehlten einfach die Mittel dazu. Das Drehbuch war zu subtil und die Regie und die Besetzung waren zu flach und langweilig. Es ist heute eine Kuriosität, aber nicht mehr.“ (Google-Übersetzer)
Bill Warren, S. 678.

## Trivia
- Der Film ist seit den 2010er Jahren sowohl auf DVD als auch auf Blu-ray Disc ediert. In Deutschland erschien der Film auch unter dem Titel „Planet der Frauen“.
- Entgegen der Werbung auf den Filmplakaten war nicht Talleah (Zsa Zsa Gabor) die Königin der Venus, sondern Yllana (Laurie Mitchell).
- Die Venus hat keine Monde.
- Ein Planet Mordo ist nicht bekannt.